# John Fleming (Bischof)

Bischofswappen von John Fleming

John Fleming (* 16. Februar 1948 in Ardpatrick, Grafschaft Limerick, Irland) ist ein irischer römisch-katholischer Geistlicher und emeritierter Bischof von Killala.

## Leben
Fleming war das älteste von fünf Kinder und wuchs auf dem elterlichen Bauernhof auf. Er besuchte die Ardpatrick National School, das St Munchin's College in Limerick und das St Patrick’s College in Maynooth. Als Priesteramtskandidat besuchte er das Päpstliche Irische Kolleg in Rom. Er empfing am 18. Juni 1972 die Priesterweihe und wurde anschließend Kurat in der Gemeinde St. Michael’s in Limerick. Ein Jahr später erfolgte seine Ernennung zum Assistant Diocesan Secretary. Im September 1974 ging er nach Rom und London um eheliches Kanonisches Recht zu studieren. Nach seiner Rückkehr in das Bistum Limerick wurde er zum Diocesan Secretary ernannt und nahm seine Tätigkeit als Notar am dortigen Limerick Marriage Tribunal auf. 1975 wurde er Kaplan bei den Christian Brothers in Limerick und ein Jahr später Kaplan bei den Presentation Sisters in Limerick.
Im September 1979 setzte er an der Päpstlichen Universität Gregoriana sein Studium des Kanonischen Rechts fort und erhielt dort zwei Jahre später ein Lizenziat in Kanonischem Recht. Bei seiner Rückkehr in das Bistum Limerick wurde er erneut zum Diocesan Secretary ernannt. Und bald darauf erfolgte seine Ernennung zum Finanzadministrator des Bistums.
Im September 1985 ging Fleming erneut nach Rom, um an seinem Doktor in Kanonischem Recht zu arbeiten. Danach wurde er Direktor für Formation am Päpstlich Irischen Kolleg. Im August 1987 erfolgte seine Ernennung zum Vizerektor des Kolleg. Im September 1993 wurde er schließlich zu dessen Rektor ernannt. Des Weiteren wurde er von Papst Johannes Paul II. zum Ehrenprälat ernannt.
Papst Johannes Paul II. ernannte ihn am 19. Februar 2002 zum Bischof von Killala. Die Bischofsweihe spendete ihm der Erzbischof von Tuam, Michael Neary, am 7. April  desselben Jahres in der St Muredach's Cathedral; Mitkonsekratoren waren Seán Baptist Brady, Erzbischof von Armagh und Primas der römisch-katholischen Kirche von ganz Irland, und Thomas Anthony Finnegan, emeritierter Bischof von Killala.
Am 10. April 2024 nahm Papst Franziskus das altersbedingte Rücktrittsgesuch von John Fleming an.